# Milan Švankmajer
Milan Švankmajer (27. října 1928 Libčice nad Vltavou – 25. června 2003) byl český historik, který se specializoval na ruské novověké dějiny. Publikoval i pod pseudonymem Anežka Svobodová.

## Publikace
- Bitva u Přestanova a Chlumce 29.–30. srpna 1813. Ústí nad Labem : Dům osvěty, 1955. 85 s.
- Kateřina II. Praha : Svoboda, 1970. 181 s.
- Petr Vok z Rožmberka. Praha : Melantrich, 1985. 269 s. (z důvodu zákazu publikování vydáno pod jménem Anežka Svobodová)
- Dějiny Ruska. Praha : Nakladatelství Lidové noviny, 1995. 473 s. ISBN 80-7106-128-X. 6. dopl. vyd. Praha : Nakladatelství Lidové noviny, 2010. 601 s. ISBN 978-80-7422-026-5. (spoluautoři Václav Veber, Zdeněk Sládek, Vladislav Moulis, Libor Dvořák)
- Petr I. : zrození impéria. Praha : Nakladatelství Lidové noviny, 1999. 322 s. ISBN 80-7106-301-0.
- Kateřina II. : lesk a bída impéria. Praha : Nakladatelství Lidové noviny, 2001. 268 s. ISBN 80-7106-299-5.
- Čechy na sklonku napoleonských válek : 1810–1815. Praha : Nakladatelství Lidové noviny, 2004. 263 s. ISBN 80-7106-677-X.